# Mémorial d'Hannibal
Le mémorial d'Hannibal est un monument situé à Gebze en Turquie et construit en l'honneur du général carthaginois Hannibal Barca.

## Description
Le monument est construit sur la colline Hannibal à Gebze en 1981, à l'occasion du 100e anniversaire de Mustafa Kemal Atatürk. Ce dernier avait ordonné en 1934 d'effectuer des fouilles pour trouver la tombe d'Hannibal Barca et d'aménager un monument en sa mémoire.
Ayant beaucoup étudié la vie d'Hannibal et ses stratégies militaires, Atatürk a été notamment inspiré par la stratégie du général carthaginois lors de la bataille de Cannes pour sa bataille de Dumlupınar, dernière bataille de la guerre d'indépendance turque.
Bien que les chercheurs n'ont pas pu identifier d'une manière précise l'emplacement de la tombe, un mémorial est aménagé sur une colline portant aussi le nom d'Hannibal. Les travaux du mémorial commencent en 1980 et sont achevés en 1981.
Le mémorial est inauguré officiellement le 24 juillet 1981 par le ministre turc de la Culture, Cihad Baban (en).
Il comporte des plaques descriptives en cinq langues : turc, anglais, français, italien et allemand. Sur ces plaques est inscrit le texte suivant :

« Ce monument a été édifié en mémoire d'Hannibal à l'occasion du centenaire d'Atatürk, comme expression de l'estime de celui-ci pour ce grand chef d'armée.

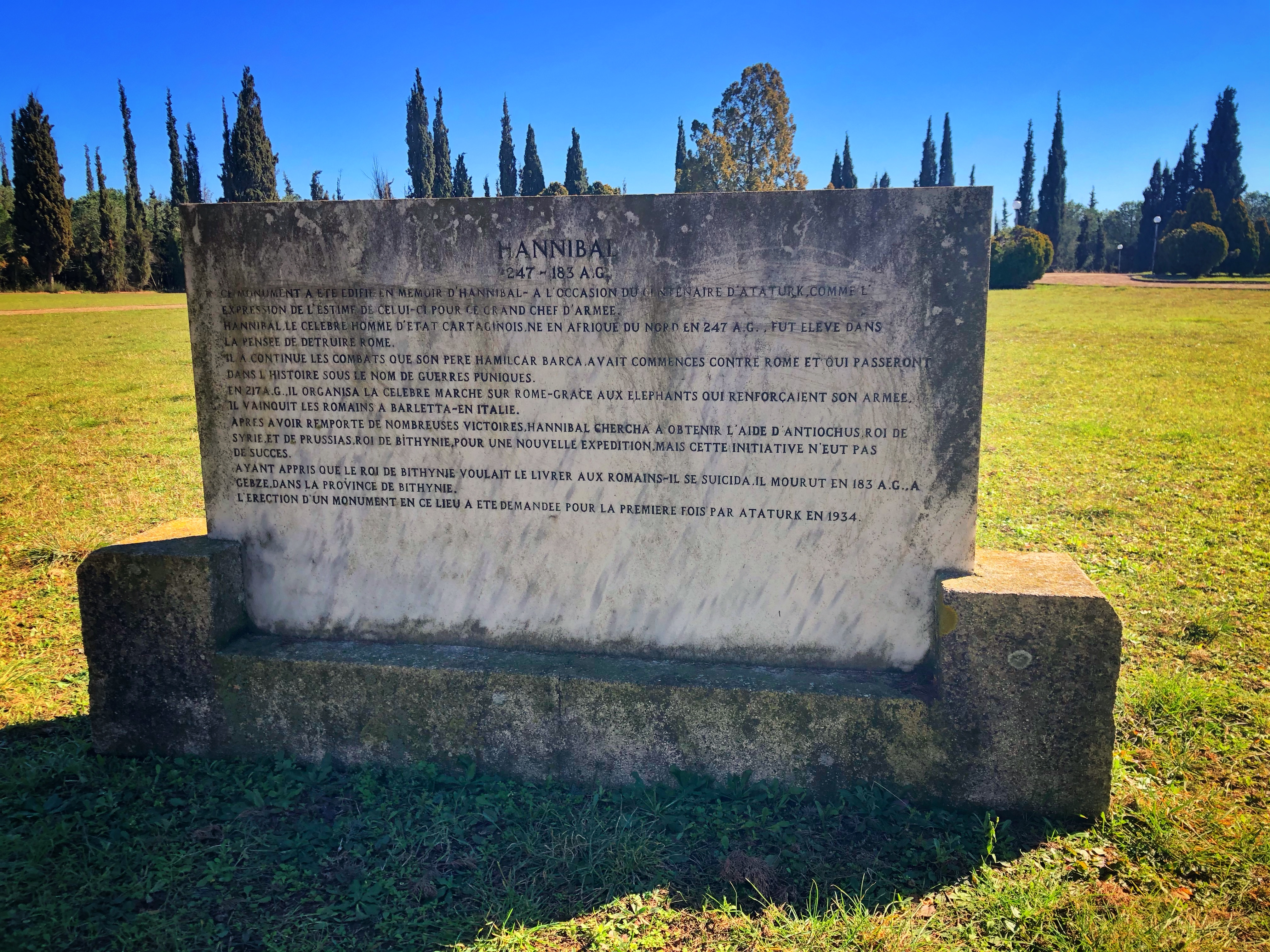
Vue de l'inscription.

Hannibal, le célèbre homme d'état carthaginois né en Afrique du nord en 247 A.G., fut élevé dans la pensée de détruire Rome.
Il a continué les combats que son père Hamilcar Barca avait commencés contre Rome et qui passeront dans l'histoire sous le nom des guerres puniques.
En 217 A.G. il organisa la célèbre marche sur Rome grâce aux éléphants qui renforçaient son armée. 
Il vainquit les Romains à Barletta en Italie.
Après avoir remporté de nombreuses victoires, Hannibal chercha à obtenir l'aide d'Antiochus roi de Syrie et de Prussias, roi de Bithynie, pour une nouvelle expédition mais cette initiative n'eut pas de succès.
Ayant appris que le roi de Bithynie voulant le livrer aux Romains il se suicida. Il mourut en 183 A.G. à Gebze dans la province de Bithynie.
L'érection d'un monument en ce lieu a été demandée pour la première fois par Atatürk en 1934. »